# 恩卡伊

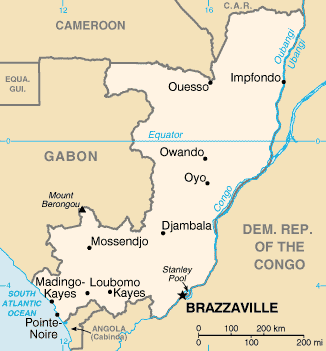

恩卡伊是刚果共和国布恩扎省的一座城市，全国第四大城市，2005年普查人口56,700，亦为全国重要制糖中心。刚果大洋铁路经过该地并设站，拥有恩卡伊机场（NKY）。